# Владени-Деал (Ботошани)
Владени-Деал (рум. Vlădeni-Deal) насеље је у Румунији у округу Ботошани у општини Фрумушика. Oпштина се налази на надморској висини од 173 m.

## Становништво
Према подацима из 2002. године у насељу је живело 1774 становника, од којих су сви румунске националности.